# Йодесхьог
Йодесхьог (на шведски: Ödeshög) е град в югоизточна Швеция, лен Йостерйотланд. Главен административен център на едноименната община Йодесхьог. Разположен е на 2 km до източния бряг на езерото Ветерн. Намира се на около 250 km на югозапад от столицата Стокхолм и на 66 km на югозапад от Линшьопинг. Населението на града е 2572 жители според данни от преброяването през 2010 г.